# Pseudocheilinops
 Pseudocheilinops  es un género de peces de la familia de los Labridae y del orden de los Perciformes.

## Especies
De acuerdo con FishBase:
- Pseudocheilinops ataenia Schultz, 1960[3]